# Opération Némésis (Colombie)
Conflit armé colombien
Batailles
Années 1970

Anorí
Années 1980

Palais de justice
Années 1990
- Casa Verde
- Girasoles
- Las Delicias
- Quebrada El Billar
- Miraflores
- Mitú

Années 2000
- Berlín
- Reprise de la zone démilitarisée
- Alcatraz
- Jaque
- Fénix
- Dinastía

Années 2010
- Camaleón
- Sodoma
- Némésis
- Odiseo
- Combats de 2013 (processus de paix)

L’opération Némésis est une opération militaire menée par l'unité de contre-insurrection Fuerza de Tarea Conjunta Omega de l'armée nationale colombienne et par la police nationale colombienne le 20 novembre 2010 dans le département colombien de Caquetá avec pour objectif de capturer mort ou vif un des dirigeants des FARC, Fabián Ramírez.

## Historique
Elle mobilisa à la fois des unités de l'armée de terre (180 soldats), de la force aérienne (4 avions et 15 hélicoptères) ainsi que de la marine.
Bien que celui-ci ne fut pas trouvé, l'opération résulta en la destruction d'un campement des FARC et à la mort de la figure symbolique du Bloque Sur de la guérilla, Negro Mosquera.
La durée des opérations fut ainsi étendue par les autorités colombiennes dans un rayon de 2 kilomètres pensant le trouver dans les 48 heures.